# Nikolina Schterewa
Nikolina Schterewa (bulgarisch Николина Щерева, engl. Transkription Nikolina Shtereva; * 21. Januar 1955 in Sofia) ist eine ehemalige bulgarische Mittelstreckenläuferin.
Ihr erster großer internationaler Erfolg war der Sieg bei den Halleneuropameisterschaften 1976 in München über 800 Meter. Im selben Jahr gewann sie bei den Olympischen Spielen in Montreal über 800 Meter die Silbermedaille und wurde über 1500 Meter Vierte. 1979 errang sie bei den Halleneuropameisterschaften in Wien einen weiteren Titel über 800 Meter. Bei den Olympischen Spielen 1980 in Moskau wurde sie Siebte über 800 Meter und schied über 1500 Meter im Vorlauf aus.
Einer Bronzemedaille bei den Halleneuropameisterschaften 1981 in Grenoble über 800 Meter folgte ein siebter Platz bei den Europameisterschaften 1982 in Athen über dieselbe Distanz. Bei den Hallenweltmeisterschaften 1987 in Indianapolis wurde sie über 1500 Meter Achte.
Bemerkenswert ist die Spannweite der Distanzen, über die sie nationale Meisterin wurde. 1974 siegte sie über 400 und 800 Meter. Es folgten acht weitere Titel über 800 Meter (1976, 1979, 1981, 1982, 1985, 1986, 1988, 1989), drei über 1500 Meter (1980, 1985, 1986) und einer über 10.000 Meter (1986). In der Halle wurde sie fünfmal Bulgarische Meisterin über 800 Meter (1974, 1976, 1979, 1980, 1987), zweimal über 1500 Meter (1976, 1987) und einmal über 3000 Meter (1986).

## Persönliche Bestzeiten
- 800 m: 1:55,42 min, 26. Juli 1976, Montreal (bulgarischer Rekord)
  - Halle: 2:00,12 min, 10. Februar 1985, Sofia
- 1000 m: 2:33,8 min, 4. Juli 1976, Sofia
- 1500 m: 4:02,33 min, 29. Juli 1976, Montreal
  - Halle: 4:05,34 min, 3. März 1983, Piräus
- 1 Meile: 4:30,26 min, 9. Juni 1988, Bratislava
- 3000 m: 9:00,38 min, 13. August 1978, Thessaloniki
  - Halle: 9:06,61 min, 16. Februar 1986, Sofia
- 5000 m: 15:37,49 min, 19. Mai 1985, Budapest